# Chartreuse de Currière

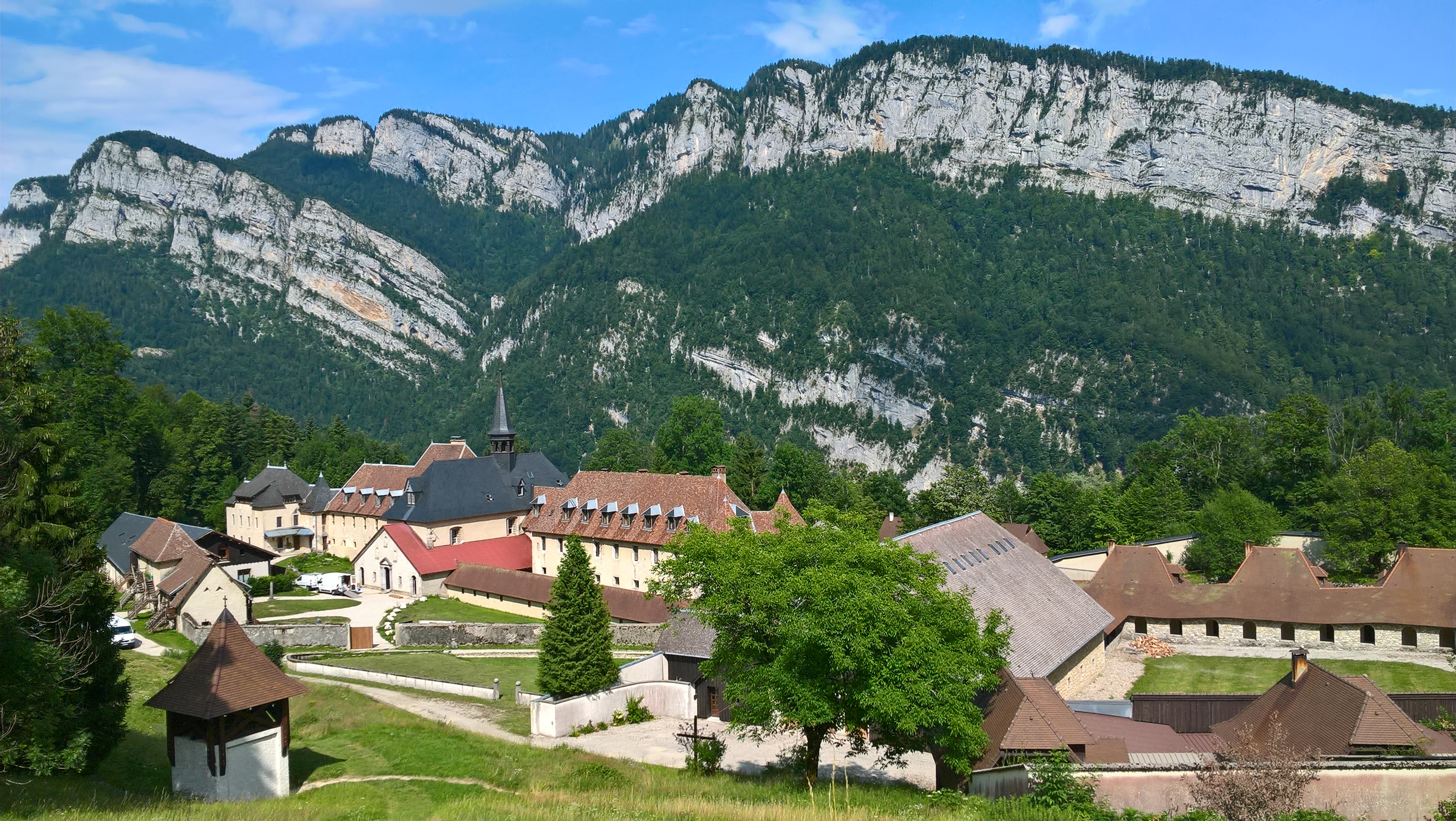

Die Chartreuse de Currière ist ein ehemaliges französisches Kloster des Kartäuserordens. Heute wird es von der Monastischen Familie von Betlehem, der Aufnahme Mariens in den Himmel und des heiligen Bruno, einem Orden der in der Tradition des Kartäuserorden steht, bewohnt. Es befindet sich der Gemeinde Saint-Laurent-du-Pont im Département Isère in der Region Auvergne-Rhône-Alpes. Es liegt etwa 15 km vom Mutterkloster entfernt.
Die Kartause ist wegen seiner Tür aus dem 13. Jahrhundert seit 1927 in der Tradition des monuments historiques aufgeführt.
Aufgrund der Lebensweise der Mönche kann das Kloster nicht besichtigt werden. Zeitweise ist die Klosterkirche geöffnet.

## Geschichte
Die Kartause wurde 1212, 1296 oder 1297 von Amblard d’Entremont gegründet.
Zunächst war es ein autonomes Kloster, schloss sich aber 1388 der Grande Chartreuse, dem Mutterkloster des Kartäuserordens, an. Es diente als Zuflucht der Kartäuser in den Zeiten der Religionskriege und auf des milderen Klimas als Krankenstation für die älteren Mitglieder der Klostergemeinschaft.
Während der Französischen Revolution wurde das Kloster geschlossen, geplündert und teilweise zerstört. Mitte des 19. Jahrhunderts kehrten die Mönche zurück, wandelten es aber vom Kloster in eine Schule für taubstumme Kinder um. 1903, bei der Vertreibung der religiösen Gemeinschaften, verließen die Mönche das Land.
Im Ersten Weltkrieg diente es zeitweise als Kaserne oder Gefangenenlager. Während des Zweiten Weltkrieges diente es als Versteck für Verweigerer des Service du travail obligatoire und der Résistance. Nach dem Krieg war es zwischen 1945 und 1970 ein Ferienlager.
1973 stellten die Kartäuser das Kloster wieder her und übergaben es den Nonnen der Monastischen Familie von Betlehem, der Aufnahme Mariens in den Himmel und des heiligen Bruno, die 1974 dort das Kloster Notre-Dame-du-Buisson-Ardent gründeten. Dieser Orden ist rein kontemplativ. Deshalb ist auch nur der Klosterladen zugänglich.
Direkt neben dem Kloster der Nonnen befindet sich das Kloster l’Assomption-Notre-Dame, welches von achtzehn Mönchen der Monastischen Familie von Betlehem bewohnt wird.